# 奧斯汀紀事
奧斯汀紀事（The Austin Chronicle）又稱奧斯汀紀事報，是一份周报，每周四在美国得克萨斯州奥斯汀出版。该报通过免费报摊发行，通常在人們经常光顾的餐馆或咖啡馆發放。该报每周的读者人数为545,500人。